# Yangnyeong
Le Grand Prince Yangnyeong (Corée : 양녕대군 ; 讓寧大君, né en 1394 et mort le 8 novembre 1462 est un lettré confucéen, homme politique de la dynastie Joseon en Corée. Il est le fils aîné de Taejong de Joseon et de la reine Wongyeong, il était l'héritier légitime du trône.

## Biographie

### Naissance et jeunesse
Yangnyeong naquit en 1394 à Hanseong (actuelle Séoul), premier fils de Jeong-an-gun (le futur roi Taejong) et de la Dame Min (future reine Wongyeong). Avant sa naissance, ses parents avaient eu trois fils, tous morts avant la fondation de la dynastie Joseon. En 1402, il reçut le nom de Je (禔) et fut proclamé Wonja (héritier présomptif) le 18 avril de la même année.
En 1404, il devint officiellement prince héritier. En 1406, il se rendit comme envoyé auprès de la dynastie Ming. Durant son enfance, il étudia sous la direction de Yi Rae (이래), un érudit connu, aux côtés de ses frères Hyoryeong et Chungnyeong. Toutefois, il négligeait souvent ses leçons, préférant observer les moineaux ou contempler les paysages extérieurs.

### Période en tant que prince héritier
En 1407, à l'âge de 14 ans, le Grand Prince Yangnyeong épousa une fille de Kim Han-ro, membre du clan Gwangsan Kim. Bien que Kim Han-ro ne s'intéressât pas au pouvoir, il fut brièvement exilé à la suite de la destitution de son gendre. En 1408, lorsque le roi Taejo (grand-père de Yangnyeong) mourut, Taejong, son père, commença à éliminer des factions de la famille royale. Il fit notamment exécuter les frères Min Mu-gu et Min Mu-jil, oncles maternels de Yangnyeong, accusés de trahison. Bien que Yangnyeong sût qu'ils étaient innocents, il refusa d'intervenir par peur de représailles.
À partir de 1409, il participa de manière sporadique à la gestion des affaires d'État pendant les absences de son père. Il s'acquitta de plusieurs fonctions diplomatiques et protocolaires, notamment en recevant des envoyés de la dynastie Ming et en dirigeant des exercices militaires.

#### L’affaire des oncles maternels
En 1410, lorsque Min Mu-gu et Min Mu-jil furent exécutés, la mère de Yangnyeong, la reine Wongyeong, tomba malade de chagrin. Ses deux autres frères, Min Mu-hyul et Min Mu-hoe, vinrent au palais pour rendre visite à leur sœur et tentèrent de persuader Yangnyeong d'intercéder en leur nom. Cependant, bien qu’il fût proche de sa famille maternelle durant son enfance, il rejeta catégoriquement leur demande et accusa même ses oncles de manquements à la morale.

#### Éducation et comportement
Après sa nomination en tant que prince héritier, Yangnyeong fut confié à Yi Rae, un lettré respecté, en tant que précepteur. Yi Rae, fils de Yi Jon-o, célèbre pour son opposition à Shin Don sous la dynastie Goryeo, était connu pour sa droiture. Yangnyeong, cependant, adopta un comportement excentrique pour échapper à ses responsabilités.
Lors d’une visite de Yi Rae, Yangnyeong se coucha sur un coussin en imitant un chien qui aboie. Yi Rae, surpris, tenta de corriger le prince en le secouant, mais Yangnyeong continua à imiter un chien, allant même jusqu’à mordre le bas de son pantalon. Bien que Yangnyeong attribuât ce comportement à une maladie, Yi Rae rapporta l'incident au roi Taejong. Par la suite, Yangnyeong évitait de suivre ses leçons et passait son temps à poser des pièges à oiseaux dans la cour du palais. Pendant les cérémonies officielles, il prétextait des maux de tête ou de ventre pour s'absenter et s’adonner à des distractions personnelles, comme la chasse aux moineaux.

#### Problèmes de conduite
Le comportement de Yangnyeong, marqué par une grande liberté d’esprit et une obsession pour les plaisirs, devint une source de préoccupation. Il peinait à s'adapter à l’éducation confucéenne stricte et aux protocoles du palais. Taejong, son père, tenta de corriger son comportement par des conseils et même des punitions. À un moment donné, Taejong ordonna l'exécution d’une concubine, ancienne gisaeng, que Yangnyeong avait introduite dans le palais. Furieux, Yangnyeong dénonça l'hypocrisie de son père, lui reprochant de lui imposer des règles qu'il ne respectait pas lui-même.
Malgré ces mesures, les écarts de conduite de Yangnyeong persistèrent. Plusieurs érudits, dont Yu Jeong-hyeon, adressèrent des pétitions pour demander sa destitution. Seuls quelques conseillers, comme Hwang Hee, s’y opposèrent.

#### Destitution
En 1418, à l'âge de 24 ans, Yangnyeong fut officiellement déchu de son titre de prince héritier et reçu le titre de Grand Prince Yangnyeong. Son frère cadet, le Grand Prince Chungnyeong, fut désigné prince héritier et accéda peu après au trône en tant que roi Sejong.